# Yūko Kaida
Yūko Kaida (甲斐田 裕子 Kaida Yūko?,  Prefectura de Kanagawa, Japón, 14 de enero de 1980) es una actriz de voz japonesa, afiliada a Ken Production. Algunos de sus roles más destacados incluyen el Shimei Ryomou en Ikki Tousen, Kyō Takamimori en Potemayo, Amane Ootori en Strawberry Panic!, Minako Tsukiyama en Maria-sama ga Miteru y Matsu Maeda en Sengoku Basara.

## Filmografía

### Anime
2001
- Geneshaft (Sofia Galgalim)
- Strawberry Eggs (Maestra)
- Parappa the Rapper (Receptionist)
- Vandread: The Second Stage (Roban)

2002
- Los Doce Reinos (Estudiante femenina 3 (ep 1), Secretaria 1 (ep 9), Estudiante femenina 1 (ep 4))
- Ai Yori Aoshi (Miyuki)
- Asagiri no Miko (Chica B (ep 16))
- Petite Princess Yucie (Kate (ep 4))
- Ghost in the Shell: Stand Alone Complex (Secretaria de Niimi (eps 21-22))
- Getbackers (Estudiante (ep 27))
- Hamtaro (Harmony)

2003
- Transformers: Armada (Maestra)
- Gunparade March (Librarian)
- Uchū no Stellvia (Chica A(ep 1))
- Astro Boy (Tamami)
- Texhnolyze (Yoko)
- Ikki Tousen (Shimei Ryomou)
- Godannar (Shadow)
- Saiyuki Reload (Shunto (ep 11))
- Fullmetal Alchemist (Madre de Leo o Rick (ep 24))

2004
- Hikari to Mizu no Dafune (Yuu Paku)
- Maria Watches Over Us (Minako Tsukiyama)
- Kurau: Phantom Memory (Ayaka)
- Maria Watches Over Us Season 2: Printemps (Minako Tsukiyama)
- Tactics (Yumeyakko)
- Kujibiki Unbalance (Izumi Tachibana)

2005
- Starship Operators (Imari Kamiya)
- Jinki:Extend (Aunt Cafeteria)
- Best Student Council (Yuuko Kimizuka (ep 9))
- Tsubasa: Reservoir Chronicle (Souma)
- Trinity Blood (Sister Paula)
- Onegai My Melody (Kanade Yumeno)
- Kamichu! (Vicepresidenta del Consejo Estudiantil)
- Kotenkotenko (Thoth)
- Blood+ (Julia)
- Hamtaro (Harmony)

2006
- Digimon Savers (Esposa de Hayase)
- Strawberry Panic! (Amane Ootori)
- Glass Fleet (Michel Vaurban de Cabelle)
- Hime-sama Goyojin (Sra. Yoko)
- Ramen Fighter Miki (Conejo de Hell)
- Nighthead Genesis (Mayumi (ep 13))
- D.Gray-man (Hevlaska)
- 009-1 (Billy (ep 7))
- Hell Girl: Two Mirrors (Utae Negoro (ep 10))

2007
- Tokyo Majin (Mamiko Sakuya)
- Ikki-Tousen: Dragon Destiny (Shimei Ryomou)
- Engage Planet Kiss Dum (Itsuki Sasara)
- Kaibutsu Ōjo (Liza Wildman)
- Emma: A Victorian Romance Second Act (Nanette)
- Potemayo (Kyo Takamimori)
- Rental Magica (Daphne)
- Hero Tales (Rinmei)

2008
- Hatenko Yugi (Village Chief's Son)
- Kamen no Maid Guy (Saki Tabaruzaka)
- Blue Dragon: Trials of the Seven Shadows (Dannel)
- Our Home's Fox Deity (Kotoji no Nushi)
- Kaiba (Parm)
- Golgo 13 (Jean Barbara)
- Ikki Tousen: Great Guardians (Shimei Ryomou)
- Sekirei (Hikari)
- Toradora! (Sumire Kanō)
- Hyakko (Ushio Makunouchi)
- A Certain Magical Index (Aiho Yomikawa)
- Tytania (Sonia)

2009
- Gintama (Tsukuyo)
- Maria Holic (Ryuuken Ishima)
- Kurokami (Mikami Houjou)
- Birdy the Mighty Decode:02 (Moss)
- Sengoku Basara: Samurai Kings (Matsu)
- Asura Cryin' (Toru Kitsutaka)
- Queen's Blade: The Exiled Virgin (Listy)
- Gokujō!! Mecha Mote Iinchō (Rika Sakashita)
- Hanasakeru Seishunen (Brigitte)
- Guin Saga (Rigea)
- Saki (Jun Inoue)
- Eden of the East (Misae)
- Taisho Baseball Girls (Tomoe Tsukubae)
- Tokyo Magnitude 8.0 (Mari Kusakabe)
- Queen's Blade 2: The Evil Eye (Listy)
- Asura Cryin' 2 (Tooru Kitsutaka)
- To Aru Kagaku no Railgun (Aiho Yomikawa)

2010
- Dance in the Vampire Bund (Vera)
- Ikki Tousen: Xtreme Xecutor (Shimei Ryomou)
- The Tatami Galaxy (Hanuki-san)
- Ōkami-san to Shichinin no Nakama Tachi (Momoko Kibitsu)
- Sekirei: Pure Engagement (Hikari)
- Sengoku Basara: Samurai Kings II (Matsu)
- A Certain Magical Index II (Aiho Yomikawa)

2011
- Bleach (Ikumi Unagiya)
- Gosick (Secretaria (eps 9-10))
- Freezing (Elizabeth Maybury)
- Tiger & Bunny (Agnes Joubert)
- Maria Holic Alive (Ryuuken Ishima)
- Yondemasu yo, Azazel-san (Uriel)
- Astarotte's Toy (Ursula Sumarlidi)
- Blue Exorcist (Caspar)
- Manyo Hiken-chi (Oiso)
- Chihayafuru (Yumi Yamamoto)
- Persona 4: The Animation (Mayumi Yamano)
- Shakugan no Shana III (Shaheru)

2012
- Mōretsu Uchū Kaizoku (Ririka Kato)
- Queen's Blade: Rebellion (Risty)
- Arashi no Yoru ni: Himitsu no Tomodachi (Lolo)
- Saki Episode of Side A (Jun Inoue)
- La storia della Arcana Famiglia (Federica)
- Code:Breaker (Kanda)

2013
- Yondemasuyo, Azazel-san. Z (Yumi, Uriel)
- A Certain Scientific Railgun S (Aiho Yomikawa)
- Tokyo Ravens (Hishamaru)

2014
- Black Bullet (Sumire Muroto)
- Black Butler: Book of Circus (Beast)
- Broken Blade (Lee)
- Mekakucity Actors (Tsubomi Kido)
- Date A Live II (Jessica Bayley)
- Saki: The Nationals (Jun Inoue)
- Sengoku Basara: End of Judgement (Matsu)

2015
- JoJo's Bizarre Adventure: Stardust Crusaders Egypt Arc (Malèna (eps 32-33))
- Snow White with the Red Hair (Garack Gazelt)
- Subete ga F ni Naru (Miki Magata)
- The Asterisk War (Kyōko Yatsuzaki)

2016
- Snow White with the Red Hair 2nd Season (Garack Gazelt)

2017
- Kabukibu! (Kaoru Asagi)
- Kado: The Right Answer (Sophie Fukami)

2018
- Dances with the Dragons (Nidvolk)
- HUGtto! PreCure (Jeros)
- Aikatsu Friends! (Reiko Minato)
- Senran Kagura Shinovi Master (Naraku)

2019
- Dororo (Jorogumo/Ohagi)
- The Promised Neverland (Isabella)
- One Piece (Belo Betty)
- A Certain Scientific Accelerator (Aiho Yomikawa)
- YU-NO: A Girl Who Chants Love at the Bound of this World (Grantia)
- Special 7: Special Crime Investigation Unit (Akane "Samurai" Shikisai)
- Stars Align (Sakura Muroi)
- Shin Chūka Ichiban! (Shan)

2020
- Shokugeki no Soma (Tomoko Yukihira)

2021
- Hataraku Saibou (Megacariocito)
- Log Horizon (Sarariya Tsuleu)

### OVAs
- Gunbuster 2: Diebuster (2004), Ruu Soon
- Sōkyū no Fafner: Right of Left (Yumi Ikoma)
- Demon Prince Enma (2006), Enma (niña)
- Shin Kyuseishu Densetsu Hokuto no Ken: Yuria-den (2007), Toh
- Master of Martial Hearts (2008), Rei Kakizaki
- Mobile Suit Gundam Unicorn (2010), Marida Cruz
- The Kubikiri Cycle (2016), Jun Aikawa
- Queens Blade Unlimited (2020) Risty

### Películas
- Nasu: Verano en Andalucía (2003), Mujer A
- Naruto: Legend of the Stone of Gelel (2004), Yukie Fujikaze
- Resident Evil: Degeneration (2008), Claire Redfield
- Oblivion Island: Haruka and the Magic Mirror (2009), Vikki
- Wonderful World (2010), Shaki Mikami
- Alice in the Country of Hearts: Wonderful Wonder World (2011), Vivaldi
- Blood-C: The Last Dark (2012), Haruno Yanagi
- Code Geass: Akito the Exiled (2012), Sophie Randle
- Gekijkoban Gintama Kanketsu-hen: Yorozuya yo Eien Nare (2013), Tsukuyo
- El recuerdo de Marnie (2014), Madre de Marnie
- Digimon Adventure tri (2015), Maki Himekawa
- The Night Is Short, Walk on Girl (2017), Hanuki-san

### Videojuegos
2003
- Juniko Kuki - Guren no Hyou Kyoujin no Michi (estudiante)

2005
- Radiata Stories (Frau)
- Sengoku Basara (Matsu)

2006
- Suikoden V (Jean)
- Blood+: One Night Kiss (Julia)
- Sengoku Basara 2 (Matsu)
- Carnage Heart Portable (Ellen Deminkofu)
- Strawberry Panic! (Amane Otori)
- EVE～new generation～ (Kanemoto)
- Blood+: Shoyoku no Battle Rondo (Julia)
- Armored Core 4 (Bromide Aurieru)

2007
- Heart no Kuni no Alice ~Wonderful Wonder World~ (Vivaldi)
- Ikkitousen Shining Dragon (Shimei Ryomou)
- Phantasy Star Universe (Lia Martinez)
- Sengoku Basara 2 Heroes (Matsu)
- Everybody's Golf 2 (Brenda)
- Final Fantasy IV (Rosa, Barbariccia)
- Ace Combat 6: Fires of Liberation (Ludmila Tolstaya)
- Clover no Kuni no Alice ~Wonderful Wonder World~ (Vivaldi)

2008
- God of War (Persephone)
- Asaki, Yumemishi (Mizuki, Senhou)
- Mario Kart Wii Female Miis
- Soulcalibur IV (Hildegard von Krone)
- Phantasy Star Portable (Lia Martinez)
- Trauma Center: Under the Knife 2 (Reina Mayuzumi)
- Ikkutousen: Eloquent Fist (Shimei Ryomou)

2009
- Sengoku Basara Battle Heroes (Matsu)
- Toradora! Portable (Sumire Kan)
- Gears of War 2 (Maria Santiago)
- Taishou Yakyuu Musume. ~Otome-tachi no Seishun Nikki~ (Tomomi Tsukie)
- Sekirei: Mirai Kara no Okurimono (Hikaru)
- Joker no Kuni no Alice ~Wonderful Wonder World~ (Vivaldi)
- Phantasy Star Portable 2 (Lia Martinez)
- Queen's Blade Spiral Chaos (Turístico)

2010
- Misshitsu no Sacrifice (Orange)
- Heavy Rain (Madison Paige)
- Minna Tennis Portable (Rachel)
- Saki Portable (Jun Inoue)
- Ikkitousen Xross Impact (Shimei Ryomou)
- Sengoku Basara 3 (Matsu)
- Fallout: New Vegas (Veronica Sant'Angelo)
- The 3rd Birthday (Gabrielle Monsigny)

2011
- Mobile Suit Gundam 00 ~Memories of war~
- Sengoku Basara Chronicles Heroes (Matsu)
- Deus Ex: Human Revolution (Fedorova)
- To Aru Kagaku no Railgun (Aiho Yomikawa)
- Call of Duty:Modern Warfare 3 (A-10 Piloto)

2012
- Rhythm Thief & the Emperor’s Treasure (Elisabeth)
- Soulcalibur V (Hildegard von Krone)
- Dragon Age II (Sunnyall)
- Bravely Default: Flying Fairy (Einheria Venus)
- Assassin's Creed III: Liberation (Aveline de Grandpre)
- PlayStation All-Stars Battle Royale (Nariko)

2013
- Tomb Raider (Lara Croft)
- Killer is Dead (Vivian Squall)
- Conception II: Shichisei no Michibiki to Mazuru no Akumu (Ruby)
- Hanasaku Manimani (Seikiku)

2014
- Granblue Fantasy (Freesia Von Bismark)
- Senran Kagura 2: Deep Crimson (Naraku)
- Black Bullet (Sumire Muroto)
- Onechanbara Z2: Chaos (Aya)
- Mekakucity Actors (Kido Tsubomi)

2015
- Bravely Second (Einheria Venus)
- Resident Evil: Revelations 2 (Claire Redfield)
- Batman: Arkham Knight (Poison Ivy)
- Senran Kagura: Estival Versus (Naraku)
- Rise of the Tomb Raider (Lara Croft)
- Fallout 4 (Dra. Madison Li)

2016
- Persona 5 (Sae Niijima)
- Senran Kagura: Peach Beach Splash (Naraku)

2017
- Fire Emblem Echoes: Shadows of Valentia (Mathilda)
- Shinobi Master Senran Kagura: New Link (Naraku)

2018
- Octopath Traveler (H'aanit)
- Shadow of the Tomb Raider (Lara Croft)
- SNK Heroines: Tag Team Frenzy (Skullomania)
- Onmyoji (Enenra)
- Onmyoji Arena (Enenra)
- Senran Kagura Burst Re:Newal (Naraku)
- Dissidia Final Fantasy Opera Omnia (Rosa)
- Judgment (Saori Shirosaki)

2019
- Resident Evil 2 (Claire Redfield)
- Soulcalibur VI (Hildegard von Krone)
- Valkyria Anatomia (Malvina)

2022
- The King Of Fightres XV (Dolores)

## Doblaje japonés

#### Acción real
- Rachel Weisz
  - Constantine (Angela Dodson)
  - Definitely, Maybe (Summer Hartley)
  - The Lovely Bones (Abigail Salmon)
  - Dream House (Libby Atenton)
  - Oz the Great and Powerful (Evanora)
  - My Cousin Rachel (Rachel Ashley)
- Anne Hathaway
  - The Princess Diaries (Mia Thermopolis)
  - The Princess Diaries 2: Royal Engagement (Mia Thermopolis)
  - Brokeback Mountain (Lureen Newsome Twist)
  - Colossal (Gloria)
  - Ocean's 8 (Daphne Kluger)
- Michelle Rodriguez
  - Fast & Furious (Leticia "Letty" Ortiz)
  - Fast & Furious 6 (Leticia "Letty" Ortiz)
  - Furious 7 (Leticia "Letty" Ortiz-Toretto)
  - The Fate of the Furious (Leticia "Letty" Ortiz-Toretto)
- Gal Gadot
  - Batman v Superman: Dawn of Justice (Diana Prince/Wonder Woman)
  - Wonder Woman (Diana Prince/Wonder Woman)
  - Justice League (Diana Prince/Wonder Woman)
  - Entre dos helechos: La Película (Gal Gadot)
- Blake Lively
  - The Private Lives of Pippa Lee (Young Pippa)
  - Green Lantern (Carol Ferris)
  - The Shallows (Nancy Adams)
- Emily Blunt
  - The Young Victoria (Queen Victoria)
  - Eternamente comprometidos (Violet Barnes)
  - Looper (Sara)
- 12 Monos (Dr. Cassandra Railly (Amanda Schull))
- 12 Rounds (Molly Porter (Ashley Scott))
- 88 Minutes (Lauren Douglas (Leelee Sobieski))
- About Time (Charlotte (Margot Robbie))
- Amores perros (Susana (Vanessa Bauche))
- Antwone Fisher (Cheryl Smolley (Joy Bryant))
- Apocalypto (Seven (Dalia Hernández))
- Casablanca (2013 Star Channel edition) (Ilsa Lund (Ingrid Bergman))
- Celeste and Jesse Forever (Celeste Martin (Rashida Jones))
- Conan el Bárbaro (2011) (Tamara (Rachel Nichols))
- Furia de titanes (2010) (Io (Gemma Arterton))
- La cumbre escarlata (2015) (Lady Lucille Sharpe (Jessica Chastain))
- Crocodile Dundee (Netflix edition) (Sue Charlton (Linda Kozlowski))
- The Darkest Hour (Anne (Rachael Taylor))
- Devil's Due (Samantha McCall (Allison Miller))
- Disturbia (Ashley Carlson (Sarah Roemer))
- Dragonball Evolution (Mai (Eriko Tamura))
- Drumline (Laila (Zoe Saldana))
- Eight Below (Katie (Moon Bloodgood))
- Elizabeth: la edad de oro (Bess Throckmorton (Abbie Cornish))
- Godzilla: King of the Monsters (Dr. Ilene Chen and Dr. Ling Chen (Zhang Ziyi))
- Good Bye, Lenin! (Lara (Chulpan Khamatova))
- Hansel y Gretel: Cazadores de brujas (Gretel (Gemma Arterton))
- The Help (Hilly Walters Holbrook (Bryce Dallas Howard))
- The Hitchhiker's Guide to the Galaxy (Trillian (Zooey Deschanel))
- El Hobbit: La desolación de Smaug (Tauriel (Evangeline Lilly))
- Immortals (Phaedra (Freida Pinto))
- The Incredible Hulk (Betty Ross (Liv Tyler))
- Iron Sky (Renate Richter (Julia Dietze))
- La Isla (Jordan Two Delta/Sarah Jordan (Scarlett Johansson))
- Conociendo a Jane Austen (Allegra (Maggie Grace))
- Lake Placid vs. Anaconda (Tiffani (Laura Dale))
- La última estación (Sasha Tolstoy (Anne-Marie Duff))
- The Last Time (Belisa (Amber Valletta))
- El concierto (Anne-Marie Jacquet and Lea Strum (Mélanie Laurent))
- Martial Arts of Shaolin (Si-ma Yan)
- The Meddler (Lori Minervini (Rose Byrne))
- Misión imposible: Nación secreta (Ilsa Faust (Rebecca Ferguson))
- Mission: Impossible – Fallout (Ilsa Faust (Rebecca Ferguson))
- Monsters (Samantha Wynden (Whitney Able))
- Mood Indigo (Chloé (Audrey Tautou))
- Nine (Claudia Jenssen (Nicole Kidman))
- Pandorum (Nadia (Antje Traue))
- Pete's Dragon (Grace Meacham (Bryce Dallas Howard))
- Phone Booth (Pamela McFadden (Katie Holmes))
- Red Riding Hood (Valerie (Amanda Seyfried))
- Return to House on Haunted Hill (Ariel Wolfe (Amanda Righetti))
- The Rocker (Amelia Stone (Emma Stone))
- RocknRolla (Stella (Thandie Newton))
- Salvador (Cuca (Leonor Watling))
- Smallville (Lana Lang (Kristin Kreuk))
- Sucker Punch (Sweet Pea (Abbie Cornish))
- Tomb Raider (Lara Croft (Alicia Vikander))
- Tron: Legacy (Gem (Beau Garrett))
- Watchmen (Silk Spectre II (Malin Åkerman))
- The Water Diviner (Ayshe (Olga Kurylenko))
- Wicker Park (Lisa Parish (Diane Kruger))
- X-Men: primera generación (Emma Frost (January Jones))
- Zombieland (Wichita (Emma Stone))

#### Animación
- Cloudy with a Chance of Meatballs (Sam Sparks)
- Cloudy with a Chance of Meatballs 2 (Sam Sparks)
- Spider-Man: Un nuevo universo (Mary Jane Watson)